# Goodbye Yellow Brick Road
Goodbye Yellow Brick Road er det syvende studiealbum af den britiske sanger Elton John, udgivet i 1973. Det blev betragtet som Elton Johns bedste og mest populære album, og hans bedst sælgende album med globalt salg på mindst 31 millioner eksemplarer.
Albummet blev indspillet i to uger i Frankrig, hvor John tidligere havde indspillede Honky Château (1972) og Don't Shoot Me I'm Only the Piano Player (1973). Albummet indeholder singler "Candle in the Wind", "Bennie and the Jets", "Goodbye Yellow Brick Road" og "Saturday Night's Alright for Fighting". Albummet blev certificeret guld i 1973, fem gange platin i 1993, seks gange platin i 1995, og syv gange platin i 1998 af Recording Industry Association of America. Albummet blev også certificeret platin i Storbritannien. Albummet blev placeret som nummer 91 på Rolling Stones liste over de 500 bedste albums til alle tider.

## Sporliste
Al musik komponeret af Elton John, al tekst skrevet af Bernie Taupin.
| #   | Titel                                                 | Længde |
| --- | ----------------------------------------------------- | ------ |
| 1.  | "Funeral for a Friend/Love Lies Bleeding"             | 11:09  |
| 2.  | "Candle in the Wind"                                  | 3:50   |
| 3.  | "Bennie and the Jets"                                 | 5:23   |
| 4.  | "Goodbye Yellow Brick Road"                           | 3:12   |
| 5.  | "This Song Has No Title"                              | 2:23   |
| 6.  | "Grey Seal"                                           | 4:00   |
| 7.  | "Jamaica Jerk-Off"                                    | 3:39   |
| 8.  | "I've Seen that Movie Too"                            | 5:57   |
| 9.  | "Sweet Painted Lady"                                  | 3:54   |
| 10. | "The Ballad of Danny Bailey (1909–34)"                | 4:24   |
| 11. | "Dirty Little Girl"                                   | 5:00   |
| 12. | "All the Girls Love Alice"                            | 5:08   |
| 13. | "Your Sister Can't Twist (But She Can Rock 'n' Roll)" | 2:41   |
| 14. | "Saturday Night's Alright for Fighting"               | 4:54   |
| 15. | "Roy Rogers"                                          | 4:07   |
| 16. | "Social Disease"                                      | 3:41   |
| 17. | "Harmony"                                             | 2:46   |

- Note : Den originale LP-version og den første CD-version blev udgivet på to diske, mens den Polydor-version og CD-genudgivelsen fra 1995 havde albummet på kun en disk og var lidt mindre end 80 minutter.

## Medvirkende musikere
- Elton John – vokal, klaver, el-klaver, orgel, mellotron
- Dee Murray – basguitar
- Davey Johnstone – akustisk guitar, elektrisk guitar, banjo
- Nigel Olsson – trommer
- Ray Cooper – perkussion

## Hitlisteplaceringer
| Hitliste (1973)                  | Placering |
| -------------------------------- | --------- |
| Australien (Kent Music Report)   | 1         |
| Canada (RPM Albums Chart)        | 1         |
| Danmark (Tracklisten)            | 3         |
| Tyskland (Media Control Charts)  | 41        |
| Italien (Hit Parade Italia)      | 5         |
| Japan (Oricon)                   | 22        |
| Norge (VG-lista)                 | 5         |
| Spanien (PROMUSICAE)             | 8         |
| Sverige (Sverigetopplistan)      | 7         |
| Storbritannien (UK Albums Chart) | 1         |
| USA (Billboard 200)              | 1         |

## Certificeringer og salg
| Land                 | Certificering | Salg      |
| -------------------- | ------------- | --------- |
| Australien (ARIA)    | 5× Platin     | 350.000   |
| Storbritannien (BPI) | Platin        | 300.000   |
| USA (RIAA)           | 8× Platin     | 8.000.000 |